# Rhuddlan Castle
Rhuddlan Castle (walisisch Castell Rhuddlan) ist eine Burgruine in Denbighshire in Wales. Die als Kulturdenkmal der Kategorie Grade I klassifizierte und als Scheduled Monument geschützte Ruine gehört zu den Burgen, die der englische König Eduard I. zur Sicherung der Eroberung von Wales ab 1277 errichten ließ.

## Lage
Die Burg wurde an der letzten Furt über den River Clwyd vor dessen Mündung in die Irische See errichtet. Im Mittelalter bildete der Clwyd, der heute kanalisiert und eingedeicht ist, eine natürliche Grenze zwischen dem Bergland von Nordwales und dem angelsächsischen bzw. englischen Cheshire. Heute liegt die Ruine am östlichen Ufer des Clwyd inmitten der Stadt Rhuddlan.

## Geschichte
Zu Beginn des 10. Jahrhunderts errichtete König Eduard der Ältere von Wessex an der Mündung des Clwyd eine Burh, eine angelsächsische Burg mit Erd- und Holzbefestigungen zum Schutz gegen Überfälle der Wikinger. Die genaue Lage Ort dieser Festung ist unklar, vielleicht sind die Erdwälle im Südosten der heutigen Stadt die Reste dieser Burh, nach anderen Angaben ging der ursprüngliche Standort dieser Befestigung durch Küstenerosion im Meer verloren. Vermutlich errichtete der walisische Fürst Llywelyn ab Seisyll anstelle der alten Befestigung um 1015 einen Twthill genannten Palast. Sein Sohn und Nachfolger Gruffydd ap Llywelyn unternahm von hier aus Raubzüge bis zu den angelsächsischen Siedlungen Oswestry und Wrexham. Als Reaktion darauf eroberte der angelsächsische Earl Harold Godwinson 1063 Rhuddlan und brannte den Palast nieder.
Im Zuge der normannischen Eroberung von Nordwales errichtete Robert of Tilleul 1073 im Norden des Cantref Rhos anstelle des niedergebrannten Palastes eine Motte, nach der er auch Robert of Rhuddlan genannt wird. Unter Robert und seinem Vetter Hugh d’Avranches, dem Earl of Chester, entstand im Schutz der Burg eine kleine englische Siedlung. In den nächsten beiden Jahrhunderten wechselten Burg und Stadt mehrfach den Besitzer. Bereits 1075 erfolgte ein vergeblicher Angriff von Gruffydd ap Cynan, des Königs von Gwynedd, auf die Burg. Die Burg blieb jedoch bis etwa 1140 in normannischer Hand, bis sie von Owain Gwynedd erobert wurde. Während seines ersten Feldzugs nach Wales stieß König Heinrich II. im Sommer 1157 nach Rhuddlan vor und befestigte die Burg erneut, doch 1167 wurde sie nach dreimonatiger Belagerung erneut von Owain Gwynedd erobert. Die Burg diente zwischen 1175 und 1194 als Mittelpunkt der Herrschaft von Owain Gwynedds Sohn Dafydd ab Owain. Abgesehen von einer kurzen Eroberung unter König Johann zwischen 1211 und 1213 blieb sie nun im Besitz von Llywelyn ab Iorwerth, dem Fürsten von Gwynedd, bis König Heinrich III. sie nach Llywelyns Tod während seines Feldzugs von 1241 eroberte. Der König ließ die hölzernen Befestigungen noch erneuern, doch errichtete er nahe der Burg das neue Dyserth Castle, das zusammen mit Deganwy Castle als Hauptstützpunkte der Engländer gegen Gwynedd dienen sollte. 1267 wurde Rhuddlan während der Feldzüge von Llywelyn ap Gruffydd wieder von den Walisern erobert. Während seines ersten Feldzugs gegen Gwynedd erreichte König Eduard I. um den 22. August 1277 Rhuddlan, wohin er am 12. September sein Hauptquartier verlegte. Nach dem Vertrag von Aberconwy musste der besiegte Llywelyn ap Gruffydd im November dem König in Rhuddlan die Hommage erweisen.
Bereits im September 1277 begann der Bau einer völlig neuen Burg nordwestlich der alten normannischen Motte. Die ersten Pläne wurden von Master Bertram erstellt, der bereits um 1248 in die Dienste von König Heinrich III. getreten war. Er wurde jedoch schon 1278 von dem jüngeren James of St. George abgelöst, der vermutlich die endgültigen Entwürfe erstellte. Die Bauarbeiten wurden rasch vorangetrieben, so dass die noch unvollendete Burg im März 1282 die Angriffe von Dafydd ap Llywelyn abwehren konnte. Für den darauf folgenden Feldzug des Königs zur endgültigen Eroberung von Wales bildete die Burg die Basis. Nach dem erfolgreichen Feldzug wurde der Weiterbau zügig vorangetrieben, so dass die Burg bereits um 1285 vollendet war. Die Baukosten betrugen über 9200 Pfund. 1284 erließ der König in der Burg das Statut von Rhuddlan, das die Eroberung von Wales für beendet erklärte. Zu Beginn des 14. Jahrhunderts erfolgten noch kleinere Um- und Ausbauten, danach wurde die Burg nicht mehr verändert.
Im Norden der Burg, abseits der alten Stadt und eines Klosters, hatte Eduard I. zusammen mit der Burg eine neue Stadt gegründet, die mit einem Erdwall, Graben und Palisaden befestigt war. Während des Aufstands von 1294 wurde die Burg vergeblich angegriffen, ebenso während der Rebellion von Owain Glyndŵr 1400. Bei diesem Angriff wurde allerdings die Stadt zerstört. Nach den Rosenkriegen hatte die Burg ihre militärische Bedeutung verloren und verfiel. Während des englischen Bürgerkriegs war die Burg von einer königlichen Garnison besetzt, die sich im Juli 1646 den Parlamentstruppen unter General Thomas Mytton ergeben musste. Damit die Burg nicht wieder gegnerischen Truppen als Stützpunkt dienen konnte, wurde die Burg 1648 von den Parlamentstruppen geschleift.
Heute wird die Burg von Cadw verwaltet und kann besichtigt werden.

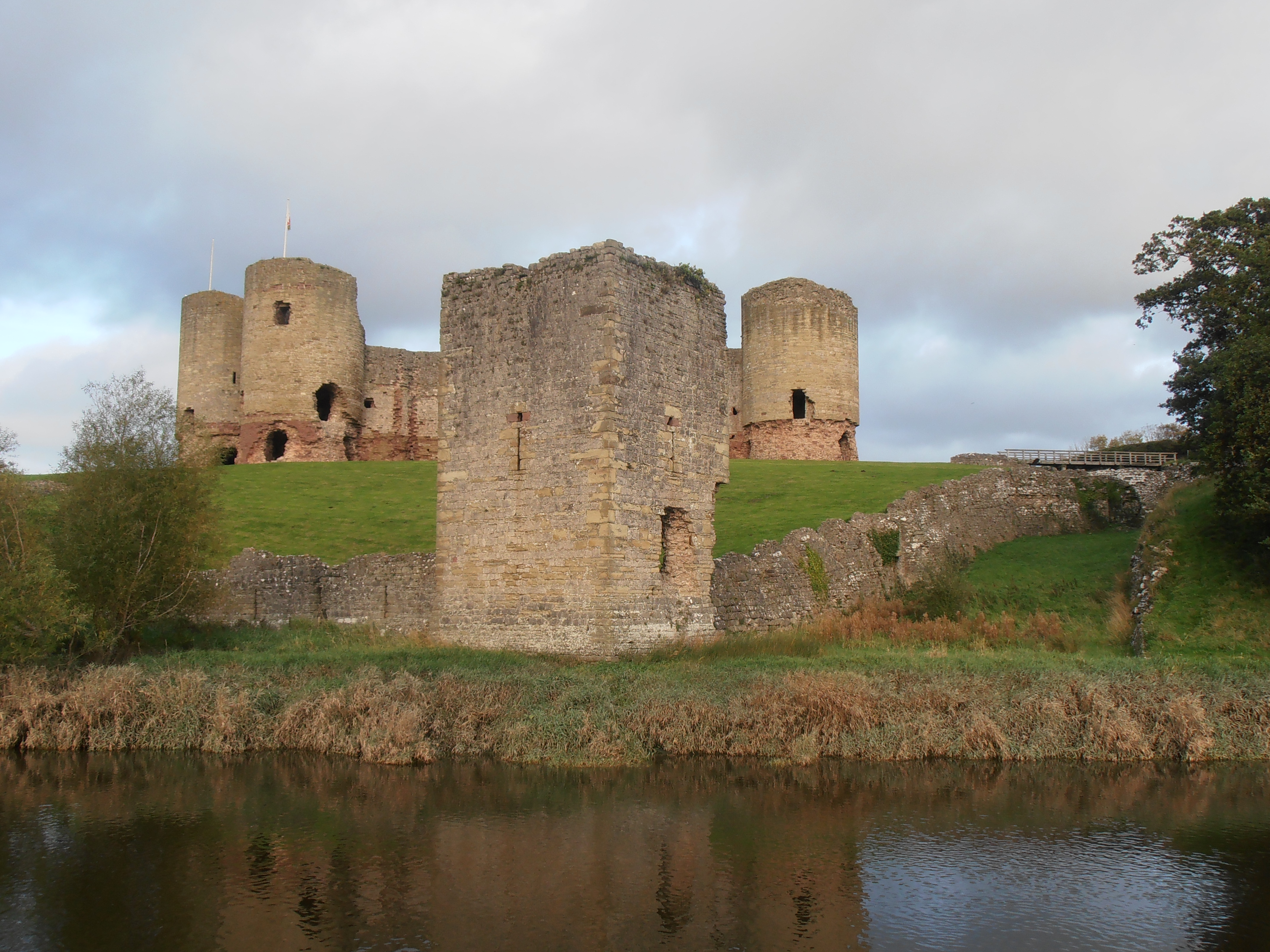
Der Gillot's Tower an der ehemaligen Anlegestelle am Clwyd

## Anlage
Die normannische Motte erhebt sich südöstlich der jetzigen Burg. Der Burghügel hat am Fuß einen Durchmesser von 80 m und ist 5 m, an der Flussseite sogar 12 m hoch. Von der nördlich des Burghügels gelegenen Vorburg sind keine Reste mehr vorhanden. 1241 bestanden die Befestigungen und die Gebäude der Burg immer noch aus Holz und Fachwerk, so dass von ihnen heute keine Überreste mehr erhalten sind.
Die Burg von Eduard I. erhebt sich auf einer Anhöhe am Ostufer des Clwyd. Nach Südwesten grenzt die Burg an den Fluss, an den übrigen Seiten ist die Burg von einem gemauerten Trockengraben umgeben. Im Süden befand sich eine Anlegestelle, so dass die Burg auch mit Schiffen erreicht und im Belagerungsfall versorgt werden konnte. Um die Zufahrt zur Burg auch für Seeschiffe zu ermöglichen, ließ der König den Clwyd für über 3,5 km umleiten.
Die konzentrisch angelegte Burg besteht aus einer symmetrisch angelegten, stark befestigen Kernburg, die auf allen Seiten von einer äußeren, niedrigeren Ringmauer umgeben ist. Bis auf die steil zum Fluss abfallende südwestliche Seite liegt die äußere Ringmauer in dichtem Abstand vor den Mauern der Kernburg. Ursprünglich besaß die Burg vier, später drei Zugänge. Der Hauptzugang befand sich im Nordwesten, das äußere Tor wurde durch zwei kleine, quadratische Türme eingerahmt. Ein weiterer Zugang, das zum Dominikanerkloster führende Friary Gate im Südosten, wurde um 1300 geschlossen. Die beiden weiteren Zugänge lagen vom Fluss her im Westen sowie vom Schiffsanlegeplatz im Südwesten, der Schiffsanlegeplatz wurde von dem Gillot's Tower, einem mächtigen, viergeschossigen Turm auf quadratischen Grundriss bewacht. Die äußere Ringmauer besitzt an der Nordwestseite vier kleine Türme, die ursprünglich Zugänge zur Grabensohle hatten. Diese Zugänge erwiesen sich während des Angriffs von 1282 als Schwachstelle, so dass sie geschlossen wurden. Die symmetrisch angelegte, rautenförmige Kernburg besitzt je einen Turm im Norden und Süden sowie je eine doppeltürmige Torburg im Osten und Westen. Im Vergleich zu den späteren Burgen Eduards I. waren die beiden Tore mit zwei Toren und einem Fallgatter nur schwach befestigt. Die sechs Türme der inneren Ringmauer waren viergeschossig und besaßen über einem runden Erdgeschoss je drei achteckigen Wohngeschosse. Von den Türmen sind noch der Südturm und das westliche Torhaus gut erhalten, während der Nordturm stark und das östliche Torhaus großteils zerstört sind. Der Palas, die Küche, weitere Wohngebäude und eine Kapelle waren von innen an die innere Ringmauer angebaut. Da sie jedoch vermutlich großteils nur aus Fachwerk errichtet worden waren, sind von ihnen nur Reste der Fundamente erhalten. Weitere Wirtschaftsgebäude wie ein Getreidespeicher, eine Schmiede und weitere Werkstätten befanden sich im äußeren Burghof, doch von ihnen sind kaum Reste erhalten.